# Mahdi Camara
Mahdi Camara, né le 30 juin 1998 à Martigues (Bouches-du-Rhône), est un footballeur franco-gambien qui évolue au poste de milieu relayeur au Stade rennais FC.

## Biographie

### Enfance et formation
D'origine gambienne par son père, Mahdi Camara nait à Martigues, dans les Bouches-du-Rhône,,. Il est issu de Notre-Dame des Marins, un quartier populaire de Martigues. Il commence le football à l'âge de 6 ans au FC Martigues. Bien entouré, il progresse, jusqu'à susciter l'intérêt de l'Olympique de Marseille et de l'OGC Nice. En 2011, il est admis au pôle espoirs d'Aix-en-Provence, pour deux ans de préformation. Il y corrige certaines lacunes, et intègre le centre de formation de l'AS Saint-Étienne en 2013. Membre important de l'équipe réserve de Laurent Batlles, championne de son groupe de National 3 en 2018, il apparaît pour la première fois dans le groupe professionnel en décembre 2017 et fait ses débuts avec l'équipe première le 24 janvier 2018 en Coupe de France.

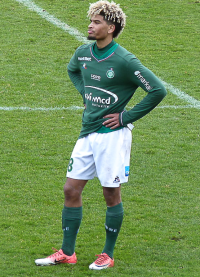
Mahdi Camara avec la réserve de l'AS Saint-Étienne (2018).

### Débuts professionnels
Le 15 mai 2018, Mahdi Camara signe son premier contrat professionnel d'une durée de trois ans avec l'AS Saint-Étienne. Le 11 août 2018, il fait ses débuts professionnels avec les Verts lors d'une victoire deux buts à un en Ligue 1 contre l'EA Guingamp. Lors de la première moitié de la saison 2018-2019, il apparaît à neuf reprises sur le banc de l'équipe première, et joue avec l'équipe réserve en National 2.
De janvier à mai 2019, il est prêté six mois au Stade lavallois, club de National. Dans un rôle de box to box, il se fait une place dans le onze lavallois dès son arrivée et inscrit trois buts importants, dans un club longtemps en course pour la remontée en Ligue 2. Les supporters lavallois l'élisent « Tango du mois » en février. Joueur intelligent et respectueux, il sait sait être à l'écoute de joueurs d'expérience tels que Mounir Obbadi ou Gaël Danic, et fait l'unanimité par son état d'esprit et ses qualités de footballeur.

### Deux saisons pleines avec l'AS Saint-Étienne

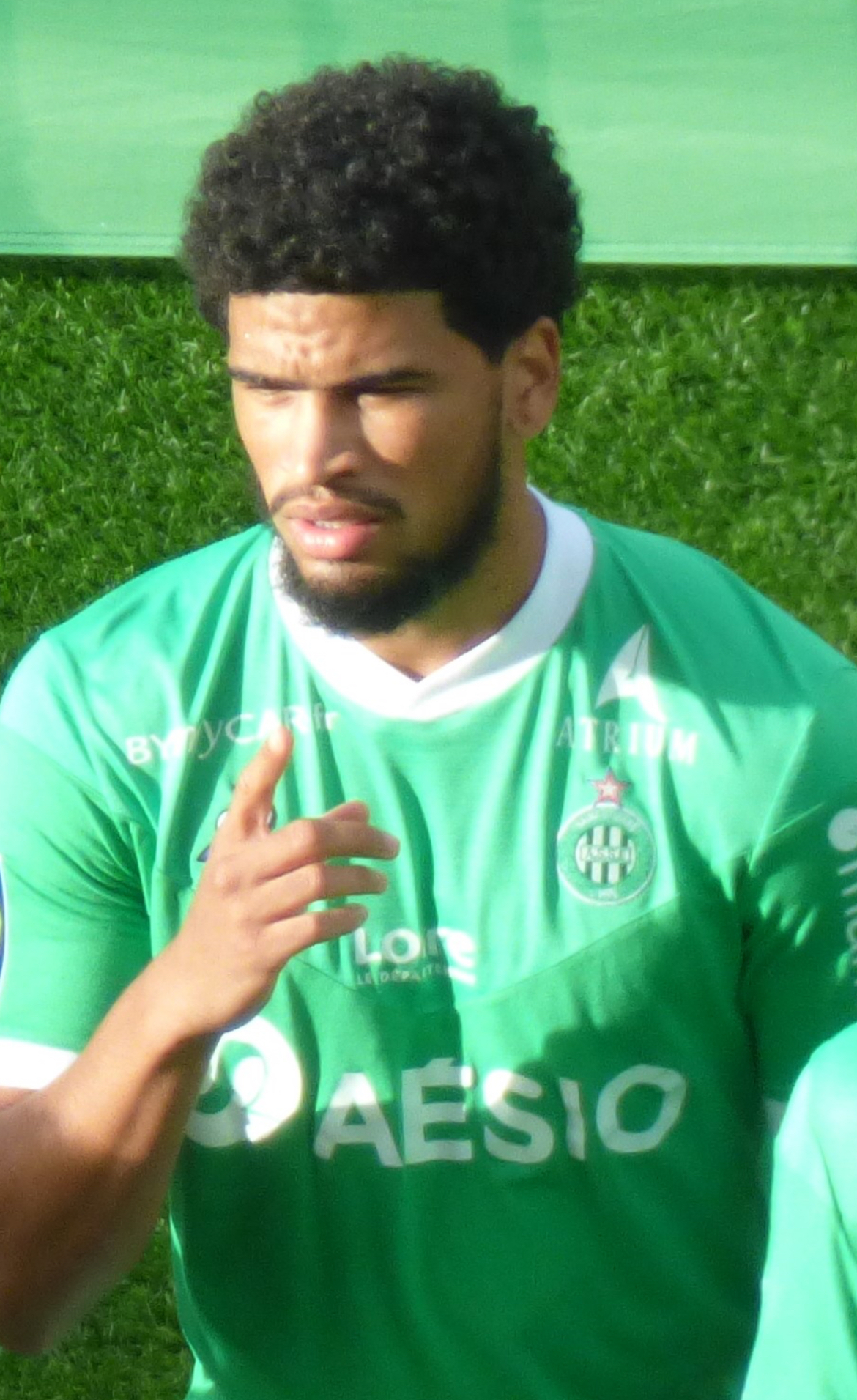
Mahdi Camara avant un match contre le RC Lens (2020).

De retour de prêt, il bénéficie à l'automne 2019 d'une série de titularisations en Ligue 1 et en Ligue Europa avec l'AS Saint-Étienne. Il s'impose comme titulaire indiscutable à partir du printemps 2020. En avril 2020, il prolonge son contrat jusqu'en 2024. En juillet 2020, il est titulaire face au Paris Saint-Germain lors de la finale de la Coupe de France perdue un but à zéro par les Verts.
Leader dans le vestiaire, régulier dans ses performances, il est nommé au poste de capitaine par Claude Puel à l'été 2021, mais perd son brassard à la suite du licenciement de celui-ci, au profit de Wahbi Khazri. En avril 2022, il est mis à pied une semaine après une bagarre où il casse le nez d'un joueur de l'équipe réserve. Le 29 mai 2022, l'AS Saint-Étienne est relégué en Ligue 2 après sa défaite aux tirs au but en barrage face à l'AJ Auxerre, dans un match où Mahdi Camara avait redonné espoir à son équipe en égalisant de la tête sur corner.

### Prêt puis transfert définitif au Stade brestois
À l'été 2022, Mahdi Camara émet le souhait de quitter son club formateur, avec une préférence pour l'étranger. S'il commence la saison avec les Verts, il intéresse rapidement le Stade brestois et l'ESTAC Troyes, pensionnaires de Ligue 1, qui souhaitent se faire prêter le milieu de terrain.
Le 26 août 2022, il est prêté avec option d'achat au Stade brestois pour la saison 2022-2023,. Le montant de l'option est de 2,5 millions d'euros et pourra s'élever jusqu'à 3,25 millions d'euros en incluant des bonus. L'option d'achat, obligatoire en cas de maintien, est levée à l'issue de la saison,.
Le 24 février 2024, il marque un triplé contre le RC Strasbourg, le premier de sa carrière professionnelle,,. Jusqu'ici, il avait seulement réalisé un doublé lors de la 32e journée de la saison 2021-2022 avec l'AS Saint-Étienne contre le Stade brestois le 16 avril 2022.
Lors de la saison 2024-2025, il participe à l'aventure européenne du club breton qui participe pour la première fois de son histoire à la Ligue des champions. Il est titulaire lors des huit matchs de poules de laquelle le club réussi à sortir avant d'être éliminé par le Paris Saint-Germain lors des barrages.

### Départ pour le Stade rennais FC
Le 13 août 2025, après trois saisons passées chez les Ty' Zefs, Mahdi Camara quitte le Stade brestois,. Alors que le joueur se dirigeait vers l'OGC Nice, il s'engage finalement avec le Stade rennais FC en paraphant de quatre ans, soit jusqu'en juin 2029,. Quatrième recrue Rouge et Noir de ce mercato estival, le montant du transfert est estimé à 8 millions d'euros,.
Le 15 août 2025, il dispute son premier match sous ses nouvelles couleurs lors de la 1re journée de championnat contre l'Olympique de Marseille (victoire, 1-0),,.

### Carrière en sélection nationale
Mahdi Camara est international français dans les catégories de jeunes.
En décembre 2021, il est pré-sélectionné avec l'équipe de Gambie en vue de la Coupe d'Afrique des nations 2022, mais ne répond pas favorablement à l'appel du sélectionneur Tom Saintfiet, préférant aider son club dans son objectif de maintien.

## Statistiques
| Saison                | Club                     | Championnat           | Championnat | Championnat | Championnat | Coupe(s) nationale(s) | Coupe(s) nationale(s) | Coupe(s) nationale(s) | Compétition(s) continentale(s) | Compétition(s) continentale(s) | Compétition(s) continentale(s) | Compétition(s) continentale(s) | Total | Total | Total |
| Saison                | Club                     | Division              | M.          | B.          | P.d.        | M.                    | B.                    | P.d.                  | Comp.                          | M.                             | B.                             | P.d.                           | M.    | B.    | P.d.  |
| 2017-2018             | AS Saint-Étienne         | Ligue 1               | -           | -           | -           | 1                     | 0                     | 0                     | -                              | -                              | -                              | -                              | 1     | 0     | 0     |
| 2018-2019             | AS Saint-Étienne         | Ligue 1               | 1           | 0           | 0           | -                     | -                     | -                     | -                              | -                              | -                              | -                              | 1     | 0     | 0     |
| 2019-2020             | AS Saint-Étienne         | Ligue 1               | 12          | 0           | 0           | 7                     | 1                     | 0                     | C3                             | 2                              | 1                              | 0                              | 21    | 2     | 0     |
| 2020-2021             | AS Saint-Étienne         | Ligue 1               | 37          | 3           | 2           | 1                     | 0                     | 0                     | -                              | -                              | -                              | -                              | 38    | 3     | 2     |
| 2021-2022             | AS Saint-Étienne         | Ligue 1               | 35+2        | 3+1         | 0           | 3                     | 0                     | 0                     | -                              | -                              | -                              | -                              | 40    | 4     | 0     |
| 2022-2023             | AS Saint-Étienne         | Ligue 2               | 4           | 0           | 1           | -                     | -                     | -                     | -                              | -                              | -                              | -                              | 4     | 0     | 1     |
| Sous-total            | Sous-total               | Sous-total            | 91          | 7           | 3           | 12                    | 1                     | 0                     | -                              | 2                              | 1                              | 0                              | 105   | 9     | 3     |
| 2018-2019             | Stade lavallois (prêt)   | National              | 14          | 3           | 0           | -                     | -                     | -                     | -                              | -                              | -                              | -                              | 14    | 3     | 0     |
| 2022-2023             | Stade brestois 29 (prêt) | Ligue 1               | 31          | 2           | 0           | 2                     | 0                     | 0                     | -                              | -                              | -                              | -                              | 33    | 2     | 0     |
| 2023-2024             | Stade brestois 29        | Ligue 1               | 32          | 7           | 3           | 3                     | 0                     | 1                     | -                              | -                              | -                              | -                              | 35    | 7     | 4     |
| 2024-2025             | Stade brestois 29        | Ligue 1               | 34          | 5           | 2           | 3                     | 0                     | 0                     | C1                             | 10                             | 1                              | 1                              | 47    | 6     | 3     |
| Sous-total            | Sous-total               | Sous-total            | 97          | 14          | 5           | 8                     | 0                     | 1                     | -                              | 10                             | 1                              | 1                              | 115   | 15    | 7     |
| 2025-2026             | Stade rennais FC         | Ligue 1               | 1           | 0           | 0           | -                     | -                     | -                     | -                              | -                              | -                              | -                              | 1     | 0     | 0     |
| Total sur la carrière | Total sur la carrière    | Total sur la carrière | 203         | 24          | 8           | 20                    | 1                     | 1                     | -                              | 12                             | 2                              | 1                              | 235   | 27    | 10    |

## Palmarès
AS Saint-Étienne
- Coupe de France
  - Finaliste en 2020.